# Улица Кривенкова (Липецк)
У́лица Кривенко́ва — улица в Октябрьском округе Липецка. Проходит от проспекта 60 лет СССР и Полиграфической улицы до Минской улицы. Пересекает улицу Катукова. К нечётной стороне примыкают бульвар Шубина, улица Белана и улица Свиридова. Параллельно проходит улица Стаханова.
Образована 17 декабря 1991 года. Названа в честь Л. А. Кривенкова (1925—1968) — лётчика-штурмана липецкого авиаотряда, подполковника авиации.
В настоящее время застроена и продолжает застраиваться многоэтажными зданиями только нечётная часть улицы. Дома по ней расположены в 24-м, 27-м, 28-м и 33-м микрорайонах.
На противоположной стороне улицы до пересечения с улицей Катукова находятся гаражный кооператив и территория хлебозавода и макаронной фабрики, а после перекрёстка — Молодёжный парк.
В 2013 году в доме № 25 открыта средняя школа № 18.

Улица Кривенкова

## Транспорт
- к домам начала улицы — авт. 27, 50, 315, 343, 347, ост.: «Хлебозавод №5»; «Бульвар Шубина».
- к домам середины улицы — авт. 8, 308, 324, 330, 346, 359, ост.: «улица Кривенкова».
- к домам середины и конца улицы — авт. 7, 7а, 20, 27, 50, 315, 330, 359, ост.: «улица Шуминского», «улица Белана», «28-й микрорайон» авт. 24, 28, 315, ост.: «улица Свиридова»; «Футбольный манеж»; «Минская улица».
- к концу улицы — авт. 24, 28, 315, 345, ост.: «Ледовый комплекс»